# Lejota femorata
Lejota femorata är en tvåvingeart som beskrevs av Violovitsh 1980. Lejota femorata ingår i släktet vedblomflugor, och familjen blomflugor. Inga underarter finns listade i Catalogue of Life.